# Stéphane Antiga
Stéphane Antiga, né le 3 février 1976 à Suresnes dans les Hauts-de-Seine, est un joueur et entraîneur français de volley-ball. Il mesure 2,00 m et joue réceptionneur-attaquant. Il totalise 306 sélections en équipe de France.

## Clubs (joueur)
| Club                 | De        | À         |
| -------------------- | --------- | --------- |
| Paris UC             | 1994-1995 | 1997-1998 |
| Paris Volley         | 1998-1999 | 2002-2003 |
| Piemonte Volley      | 2003-2004 | 2003-2004 |
| SA Palma de Majorque | 2004-2005 | 2006-2007 |
| Skra Bełchatów       | 2007-2008 | 2010-2011 |
| Chemik Bydgoszcz     | 2011-2012 | 2012-2013 |
| Skra Bełchatów       | 2013-2014 | 2013-2014 |

## Équipes (entraîneur)
| Équipe                               | De   | À    |
| ------------------------------------ | ---- | ---- |
| Pologne                              | 2014 | 2016 |
| Canada                               | 2017 | 2018 |
| ONICO Varsovie                       | 2017 | 2019 |
| Developres Rzeszów (féminine)        | 2019 | 2024 |
| Scandicci Savino Del Bene (féminine) | 2024 | 2024 |

## Palmarès

### En tant que joueur

#### En club
- Ligue des champions (1)
  - Vainqueur : 2001
- Coupe des Coupes (1)
  - Vainqueur : 2000
- Coupe de la CEV
  - Finaliste : 2005
- Top Teams Cup
  - Finaliste : 2006
- Supercoupe d'Europe (1)
  - Vainqueur : 2000
- Championnat de France (7)
  - Vainqueur : 1996, 1997, 1998, 2000, 2001, 2002, 2003
- Coupe de France (4)
  - Vainqueur : 1997, 1999, 2000, 2001
- Championnat de Pologne (5)
  - Vainqueur : 2008, 2009, 2010, 2011, 2014
- Coupe de Pologne (2)
  - Vainqueur : 2009, 2011
- Championnat d'Espagne (2)
  - Vainqueur : 2006, 2007
- Coupe d'Espagne (2)
  - Vainqueur : 2005, 2006
- Supercoupe d'Espagne (1)
  - Vainqueur : 2005
- Coupe d'Italie
  - Finaliste : 2004
- Championnat du monde des clubs
  - Finaliste : 2009, 2010

#### En sélection
- Ligue mondiale
  - Finaliste : 2006
- Championnat du monde
  - Troisième : 2002
- Championnat d'Europe
  - Finaliste : 2003, 2009

### En tant qu'entraîneur

#### En club
- Supercoupe de Pologne féminine
  - Vainqueur : 2021

#### En sélection
- Championnat du monde (1)
  - Vainqueur : 2014
- Coupe du monde
  - Troisième : 2015
- Ligue mondiale
  - Quatrième : 2015
  - Troisième : 2017

## Honneurs
- Chevalier de l'ordre du Mérite de la République de Pologne
- Médaille de la jeunesse, des sports et de l'engagement associatif, or (2014)[2]